# Пам'ятна монета

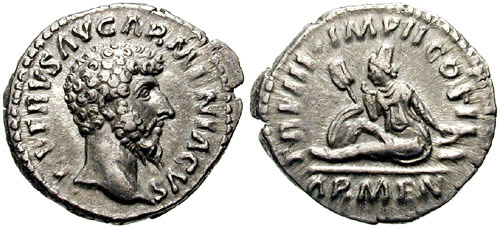
Старовинна пам'ятна монета римського імператора Луція Вера на честь його перемог у 162—166 рр. у війні з Парф'янським царством. По закінченню війни Вер і Марк Аврелій влаштували в Римі тріумф, а Луцій одержав прізвисько «Вірменський»

Пáм'ятна монéта — це монета, що випускалась головним чином у пам'ять про якусь подію. Такі монети мають чіткий дизайн з посиланням на випадок, коли їх видано. Багато монет цієї категорії служать виключно як колекційні предмети, хоча деякі країни також випускають ювілейні монети для регулярного обігу. Постійно випускається велика кількість тематичних монет, що висвітлюють стародавні пам'ятники чи сайти, історичні особистості, види, що перебувають під загрозою зникнення тощо. Хоча такі тематичні монети можуть але не завжди вшановують жодної конкретної події або ювілею, різниця між ювілейними монетами та тематичними монетами часто розмивається або ігнорується.

## Історія
Історично склалось, що монети, випущені будь-якою державою, завжди відображали поточну політичну або економічну ситуацію в країні. Багато давніх і досучасних монет напевно відзначають події в сучасні часи. Наприклад, римські монети часто мають посилання на військові кампанії та розгром іноземних держав. Ці реверси часто символічно представляють підпорядкованість нещодавно завойованих територій римській владі. Такі монети є прикладами древньої політичної пропаганди. Римська імперія може бути представлена гордім воїном «піднятим» над переможеним ворогом.
Сучасні пам'ятні монети вперше випустив Монетний двір Сполучених Штатів у 1892 році на честь проведення Всесвітньої виставки 1893 року в Чикаго, присвяченої 400-річчю відкриття Америки Христофором Колумбом. Срібна напівдоларова монета із зображенням Колумба продавалася по долару. У наступні роки Монетний двір США продовжував традицію випуску золотих та срібних пам'ятних монет на честь знаменитих людей і найважливіших подій. Прибуток, отриманий від продажу монет, як правило, використовується для фінансування конкретного проєкту або ювілею.
У колишньому СРСР почали випускатися з 1965 року.

## Пам'ятні монети України
Пам'ятні монети України — монети з дорогоцінних або недорогоцінних металів, які виготовлені із застосуванням спеціальних технологій, що забезпечують підвищену якість монет, і випускаються в обіг Національним банком України обмеженими тиражами з нагоди відзначення ювілейних дат, пам'ятних подій історії та сучасності, заходів з охорони навколишнього природного середовища, інших подій суспільного життя.
|                                                                   |  |  |
| Пам'ятна монета НБУ номіналом 5 грн., присвячена Євробаченню-2017 |  |  |